# The Actors' Temple
La Congregación Ezrath Israel, llamado también The Actors' Temple  es una sinagoga histórica ubicada en Nueva York, Nueva York. La Congregación Ezrath Israel se encuentra inscrita  en el Registro Nacional de Lugares Históricos desde el 19 de mayo de 2005.  Sydney F. Oppenheimer fue el arquitecto de la Congregación Ezrath Israel.

## Ubicación
La Congregación Ezrath Israel se encuentra dentro del condado de Nueva York en las coordenadas 40°45′40″N 73°59′22″O / 40.761111, -73.989444.